# Aratinga auricapillus
La aratinga testadorada (Aratinga auricapillus), también conocida como maracaná corona dorada o  periquito de cabeza dorada, es una especie de ave psittaciformes de la familia Psittacidae.
Habita en selvas del este de Brasil. En un año climáticamente anormal, fue registrada una pareja vagante en Puerto Bertoni, Paraguay, el 11 de noviembre de 1918; la hembra fue colectada.
Su hábitat natural son bosques húmedos, bosques secos, sabanas y plantaciones. Está amenazado por la pérdida de hábitat .

## Subespecies
Tiene dos subespecies reconocidas.

- Aratinga auricapillus auricapillus
- Aratinga auricapillus aurifrons